# Yeri
Dans ce nom coréen, le nom de famille, Kim, précède le nom personnel.
Pour les articles homonymes, voir Kim.
Kim Ye-rim (hangeul : 김예림 ; hanja : 金藝琳), plus connue sous le nom Yeri (hangeul: 예리), est une chanteuse, rappeuse, danseuse et présentatrice sud-coréenne née le 5 mars 1999 . Elle est membre du girl group sud-coréen Red Velvet, formé par SM Entertainment en 2014.

## Biographie

### Jeunesse
Yeri est née le 5 mars 1999, à Séoul, en Corée du Sud. Elle a étudié à l'Hanlim Multi Art School.

### Carrière

#### Pré-débuts et SM Rookies
En 2011, Yeri passe les auditions de la SM Entertainment qui a lieu tous les samedis (SM Weekly Audition) ce qui lui permet de rejoindre le label en tant que rookie la même année. En 2014, elle a été présentée comme membre du groupe de formation, SM Rookies. Elle est montée sur scène avec les SM Rookies au SM Town Concert en 2014, et a également fait une apparition dans le clip vidéo Happiness des Red Velvet.

#### 2015: Red Velvet et activités solo
Le 10 mars 2015, Yeri a fait ses débuts en tant que membre du girl group Red Velvet.
Du 9 mai au 14 novembre 2015, Yeri présente l'émission de télévision de la MBC, Show! Music Core. En juillet 2016, Yeri a été la protagoniste du clip vidéo Way Back Home, qui a été publié dans le cadre du projet SM Station. En 2016, elle est choisie pour être une des présentatrices du nouveau programme de variété de la SM C&C, The Viewable SM, avec Leeteuk.
Elle sort une chanson solo Dear Diary le 14 mars 2019

## Vie personnelle
Yeri a trois petites sœurs : Yoo-rim, Ye-eun et Chae-eun.
Le 10 octobre 2016, Yeri et Seulgi ont eu un accident de voiture, qui a empêché la première de poursuivre sa tournée promotionnelle avec les Red Velvet jusqu'à ce qu'elle se rétablisse.

## Filmographie

### Clips vidéos
| Année | Chanson                   | Artiste                  |
| ----- | ------------------------- | ------------------------ |
| 2015  | Automatic                 | Red Velvet               |
| 2015  | Ice Cream Cake            | Red Velvet               |
| 2015  | Dumb Dumb                 | Red Velvet               |
| 2016  | One of These Nights       | Red Velvet               |
| 2016  | Way Back Home             | J-Min                    |
| 2016  | Russian roulette          | Red Velvet               |
| 2017  | Rookie                    | Red Velvet               |
| 2017  | Red Flavor                | Red Velvet               |
| 2017  | Peek-A-Boo                | Red Velvet               |
| 2018  | Power Up                  | Red Velvet               |
| 2018  | Bad Boy                   | Red Velvet               |
| 2018  | RBB                       | Red Velvet               |
| 2019  | Sappy Sappy               | Red Velvet               |
| 2019  | Dear Diary (Solo de Yeri) | Red Velvet               |
| 2019  | Zimzalabim                | Red Velvet               |
| 2019  | Umpah Umpah               | Red Velvet               |
| 2019  | Psycho                    | Red Velvet               |
| 2021  | Queendom                  | Red Velvet               |
| 2021  | Wildside                  | Red Velvet               |
| 2022  | Feel My Rhythm            | Red Velvet               |
| 2022  | Birthday                  | Red Velvet               |
| 2022  | Beautiful Christmas       | Collaboration avec Aespa |

### Films
| Année | Titre             | Rôle      | Note                     | Ref   |
| ----- | ----------------- | --------- | ------------------------ | ----- |
| 2015  | SMTown: The Stage | Elle même | Documentaire sur SM Town | [ 8 ] |
| 2020  | Trolls World Tour | Kim-Petit | Film d'animation         | [ 9 ] |

### Séries télévisé
| Année | Titre                        | Rôle         | Note              | Ref    |
| ----- | ---------------------------- | ------------ | ----------------- | ------ |
| 2016  | Descendants of the Sun       | Elle-même    | Caméo, Épisode 16 | [ 10 ] |
| 2021  | Drama Stage – Mint Condition | Hong Chae-ri |                   | [ 11 ] |
| 2021  | Blue Birthday                | Oh Ha-rin    | Rôle principal    | [ 12 ] |
| 2023  | Applause                     | Eun-seo      |                   | [ 13 ] |
| 2023  | Bitch X Rich                 | Baek Je-na   | Rôle principal    | [ 14 ] |

### Télévision
| Année | Titre                                | Réseau     | Note                   |
| ----- | ------------------------------------ | ---------- | ---------------------- |
| 2015  | After School Club                    | ArirangTV  | Invitée, Épisode 154   |
| 2015  | Show! Music Core                     | MBC        | Présentatrice          |
| 2015  | Yaman TV                             | Mnet       | Avec Lovelyz           |
| 2015  | Hello Counselor                      | KBS World  | Invitée, Épisode 220   |
| 2015  | Weekly Idol                          | MBC Every1 | Invité, Épisode 217    |
| 2015  | MBC Idol Athletics Championships     | MBC        | Participante           |
| 2015  | Global Request Show A Song For You 4 | KBS2       | Invitée, Épisode 12    |
| 2017  | k-Rush                               | KBS World  | Présentatrice, Invitée |